# Kirchstraße (Hoya)

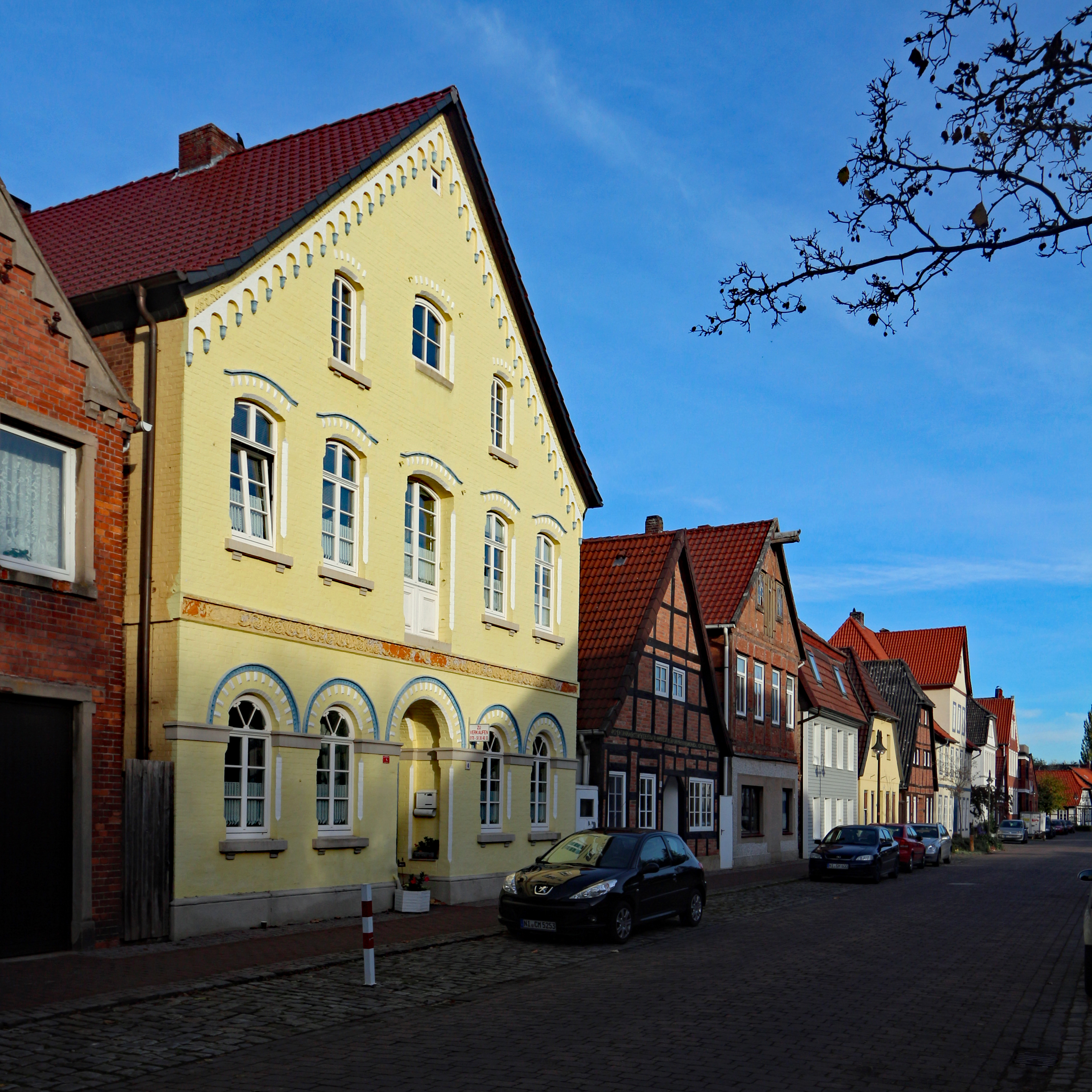
Kirchstraße, Westseite

Die Kirchstraße in der Stadt Hoya im Landkreis Nienburg/Weser ist eine historische Straße mit mehreren bedeutsamen, auch denkmalgeschützten, Gebäuden (siehe auch Liste der Baudenkmale in Hoya).
Sie führt an der rechten östlichen Weserseite in Süd-Nord-Richtung ausgehend vom Hasseler Steinweg / Schloßplatz und tangiert dabei die Querstraßen Am Bürgerpark, Stiefelstraße, Im Park und Amtsstraße. Sie war die erste Steinstraße des damaligen Straßendorfes.

## Gebäude/Anlagen (Auswahl)
Die Gebäude an der Straße sind ein- und zweigeschossig. Denkmalgeschützte Häuser sind mit (D) gekennzeichnet.
Westseite

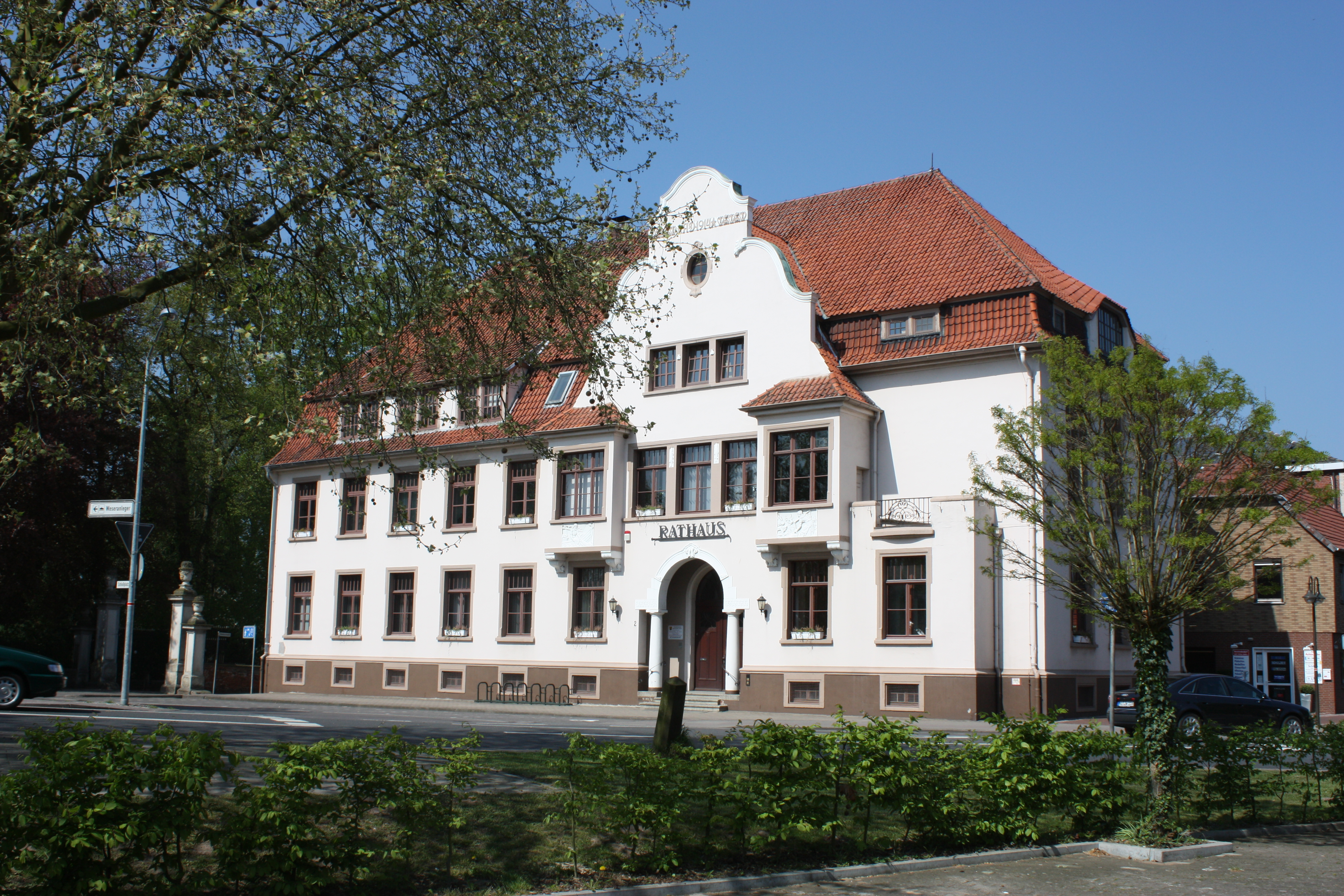
Rathaus

- 2-gesch. Rathaus Hoya mit Mansarddach und dem barockisierenden viergeschossigen dominanten Giebelrisalit, Schloßplatz 2, wurde 1914 als Kreisberufsschule des damaligen Landkreises Hoya im Jugendstil erbaut; seit 1980 Rathaus der Samtgemeinde (D)
- 2-gesch. klassizistisches ehemaliges (altes) Landratsamt des Amtes Hoya von 1780, Hasseler Steinweg 1, heute Wohnhaus
- Nr. 2: Giebelständiges Walmdachhaus
- Nr. 3: 2-gesch. giebelständiges verputztes Wohnhaus
- Nr. 4: 2-gesch. giebelständiges Wohnhaus Kirchstraße 4 vom 19. Jahrhundert (D)
- Nr. 5: 1-gesch. Wohnhaus in Fachwerk
- Nr. 6: 2-gesch. Wohn- und Geschäftshaus mit Kranausleger
- Nr. 8: Wohn- und Geschäftshaus, Sitz des Ortsvereins Hoya des DRK – Nienburg
- Nr. 17: 1-gesch. Wohnhaus Kirchstraße 17, Bürgerhaus in Fachwerk (D)
- bei Nr. 17: 2-gesch. Wohnhaus Stiefelstraße 2 vom 19. Jh.
- Nr. 18: 1-gesch. Wohnhaus in Fachwerk mit Krüppelwalmdach (D)
- Nr. 19: 2-gesch. Wohn- und Geschäftshaus in Fachwerk mit Walmdach (D)

Ostseite

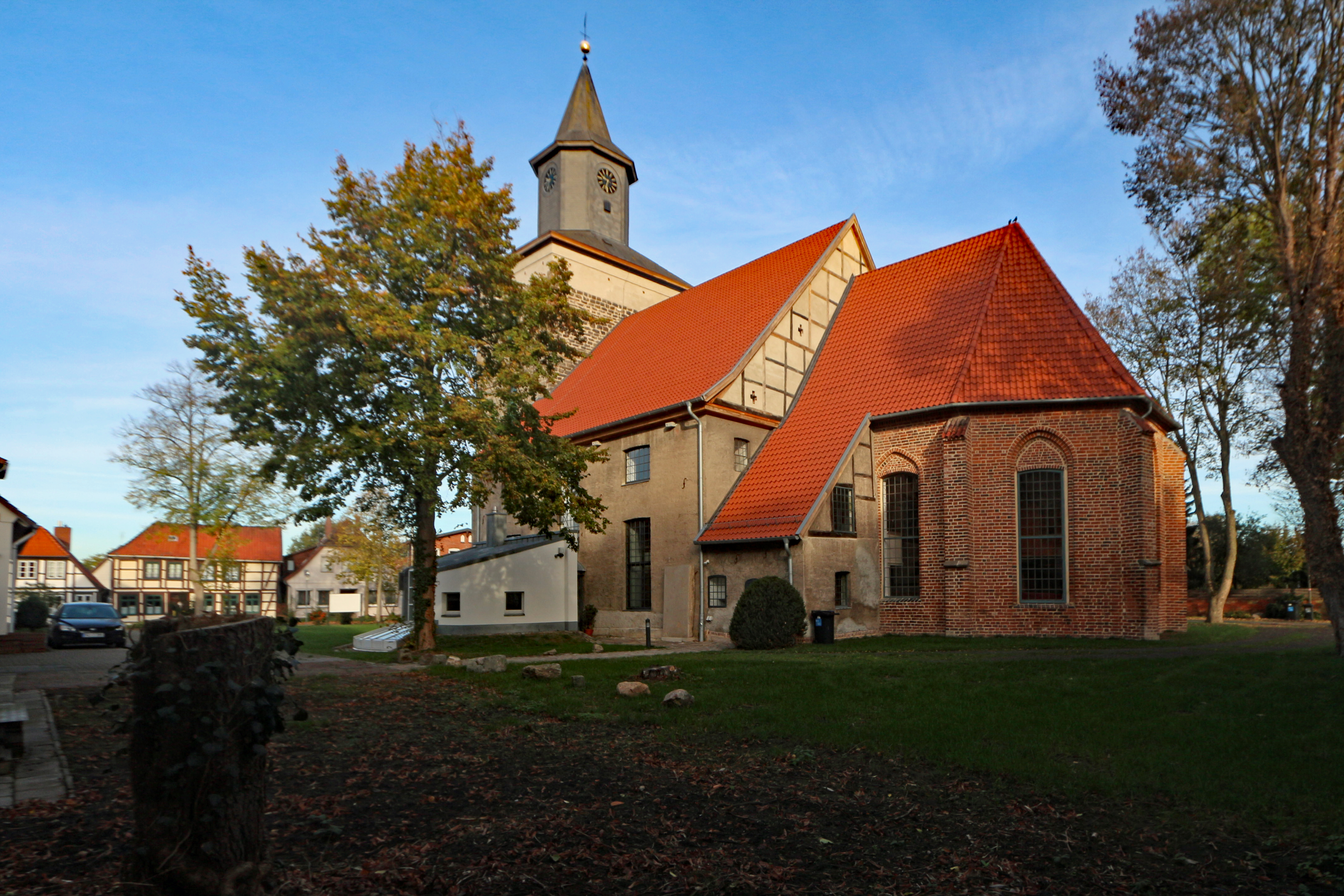
Martinskirche

- Nr. 29: Kulturzentrum Martinskirche in der barocken Martinskirche (D)[1]
  - Bronzeskulptur Paartanz (2006) von Norbert Thoss aus Hoya; sie wurde 2010 angekauft und hier aufgestellt
- Bürgerpark Hoya, nach dem Muster des Georgengartens in Hannover angelegter 33.000 m² umfassender ehemaliger Gutspark[2]
- Im Park 1: 2-gesch. ehemaliges Herrenhaus (D), seit 2000 Heimatmuseum Grafschaft Hoya[3]
- Nr. 30: 2-gesch. ehemaliges Pfarrhaus; von 1998 bis 2019 Sitz des privaten Druckereimuseums Hoya (heute Lindenallee 2)[4]
- Nr. 30a: 1-gesch. giebelständiges Haus, Sitz des Musikzugs der Grafenstadt Hoya[5]
- Nr. 31: 2-gesch. Mohrhoff-Haus; Geburtshaus von Heinrich Adolf Mohrhoff (1825–1908), Begründer der Concordia-Versicherungsgesellschaft, von 1869 bis 1871 Bürgermeister in Hoya
- Nr. 38: Hofanlage Kirchstraße 38 mit Geschäftshaus und 1-gesch. Scheune (D)

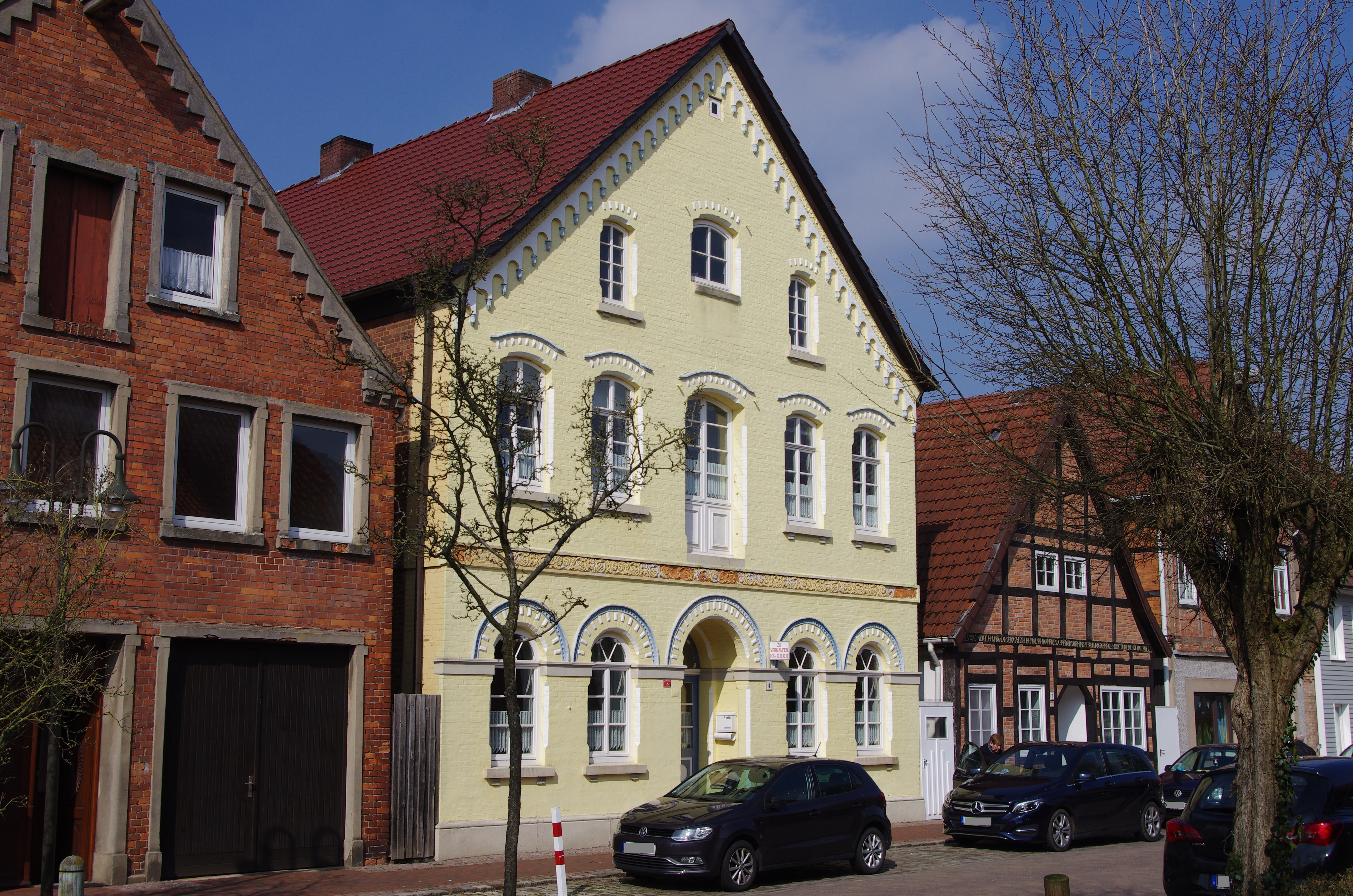
Nr. 4
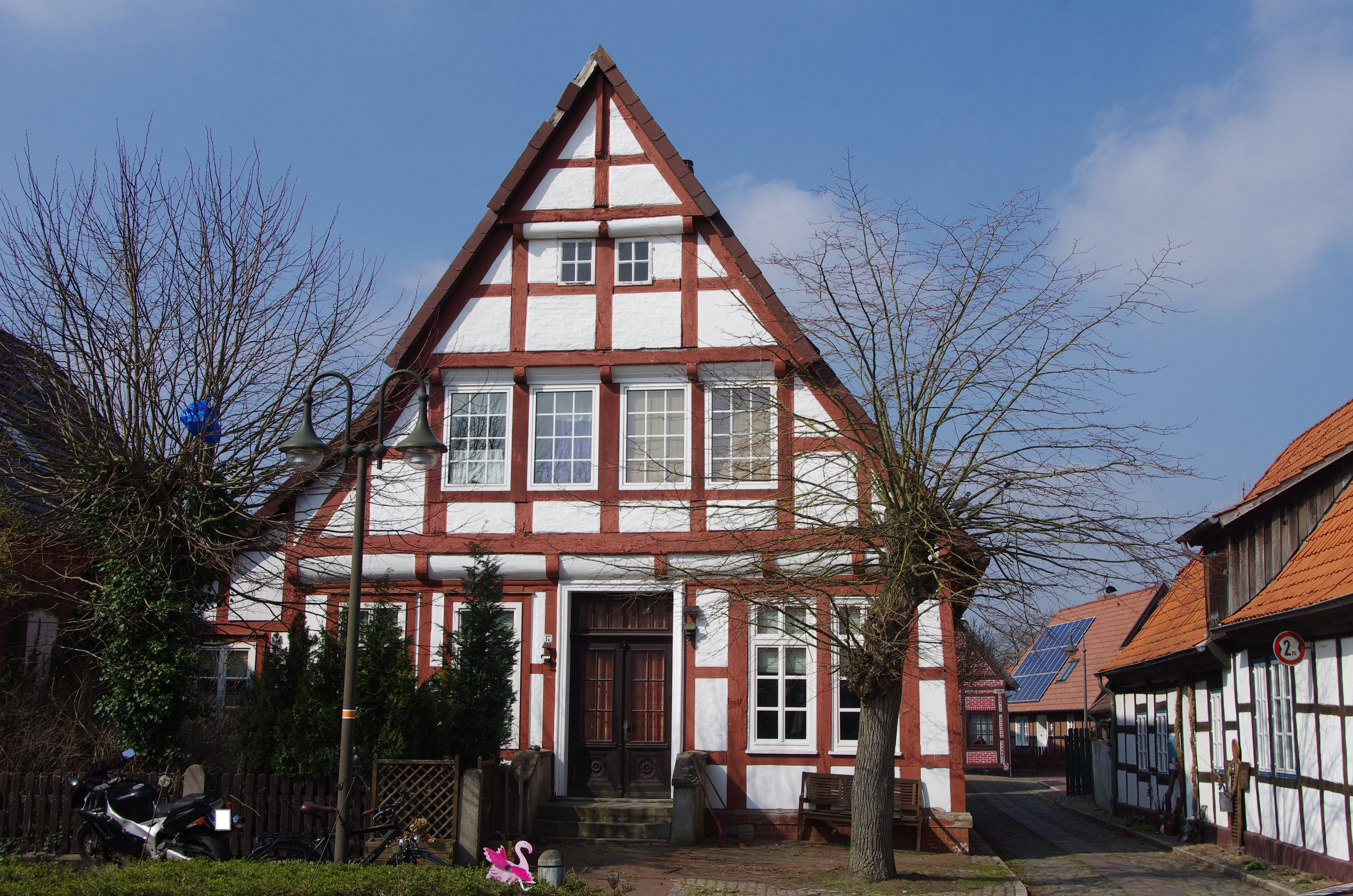
Nr. 17
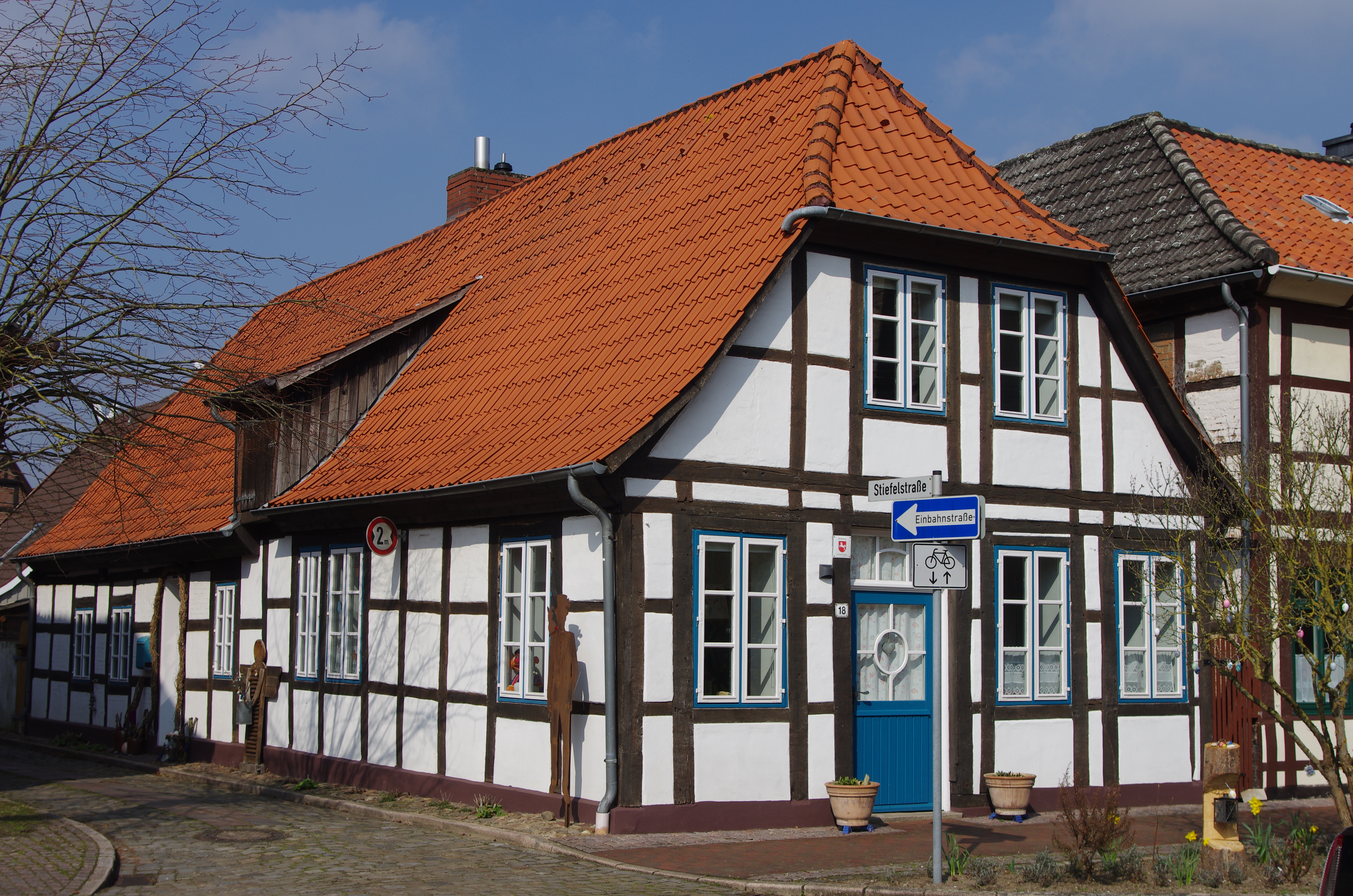
Nr. 18
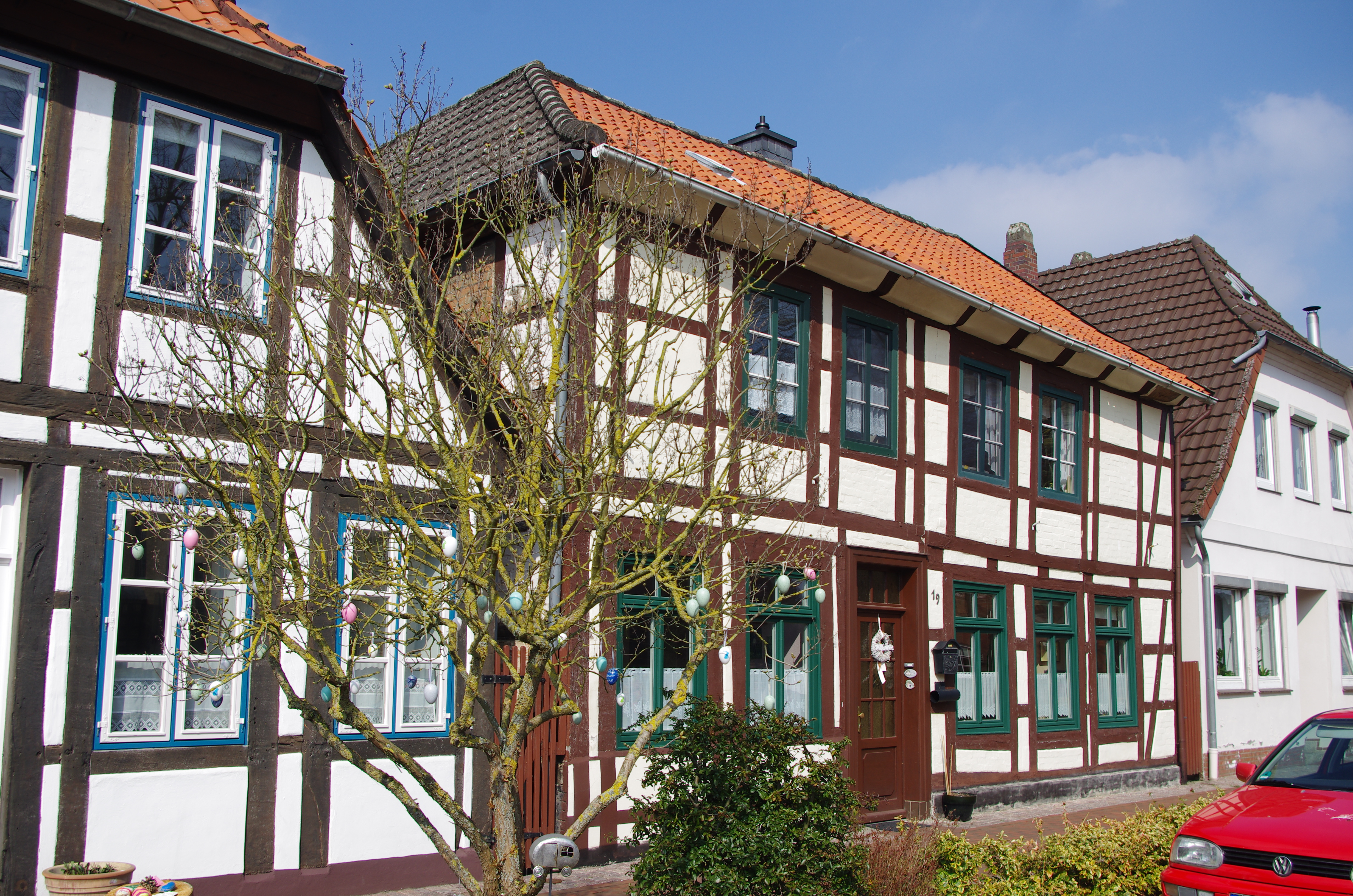
Nr. 19
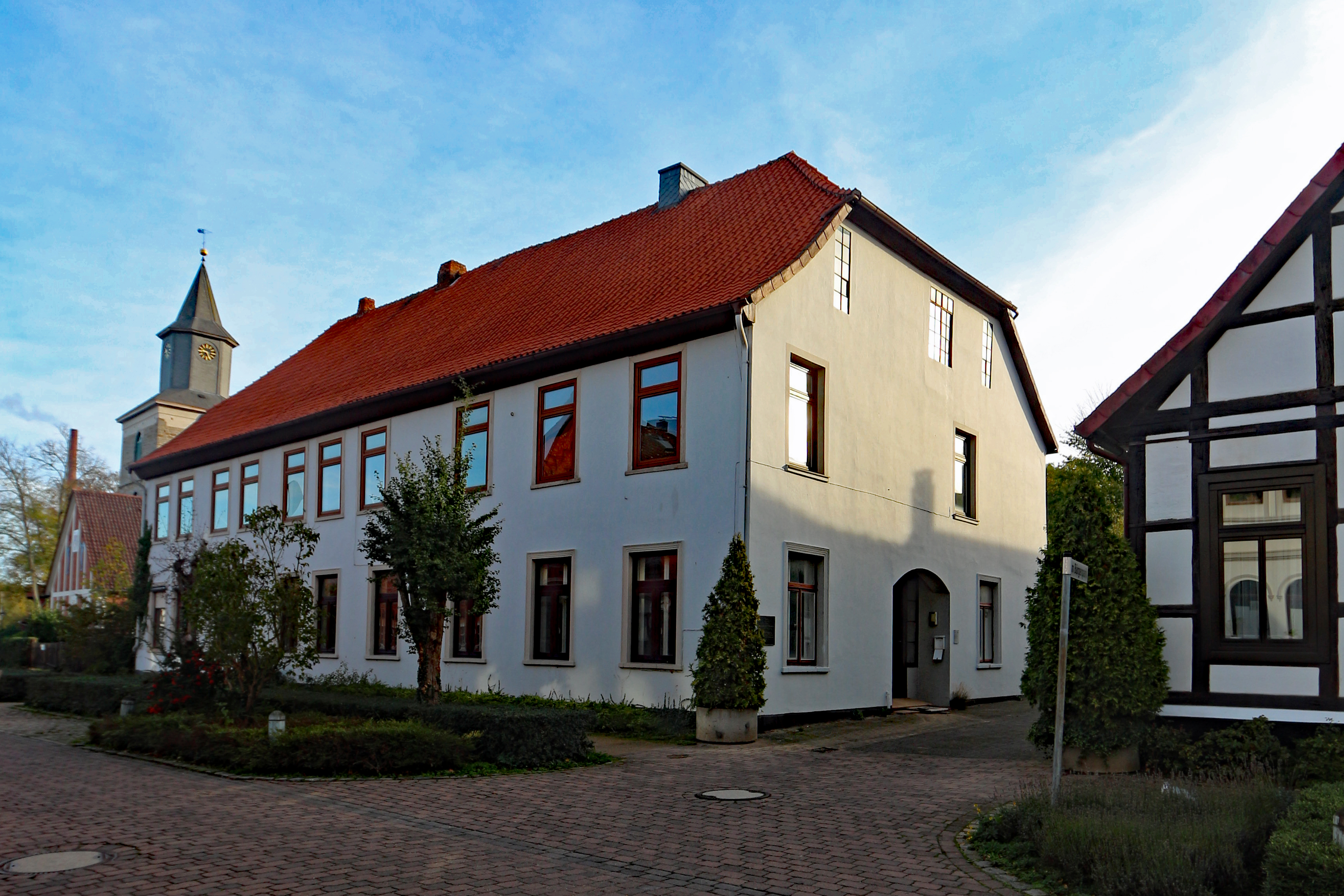
Nr. 31: Mohrhoff-Haus
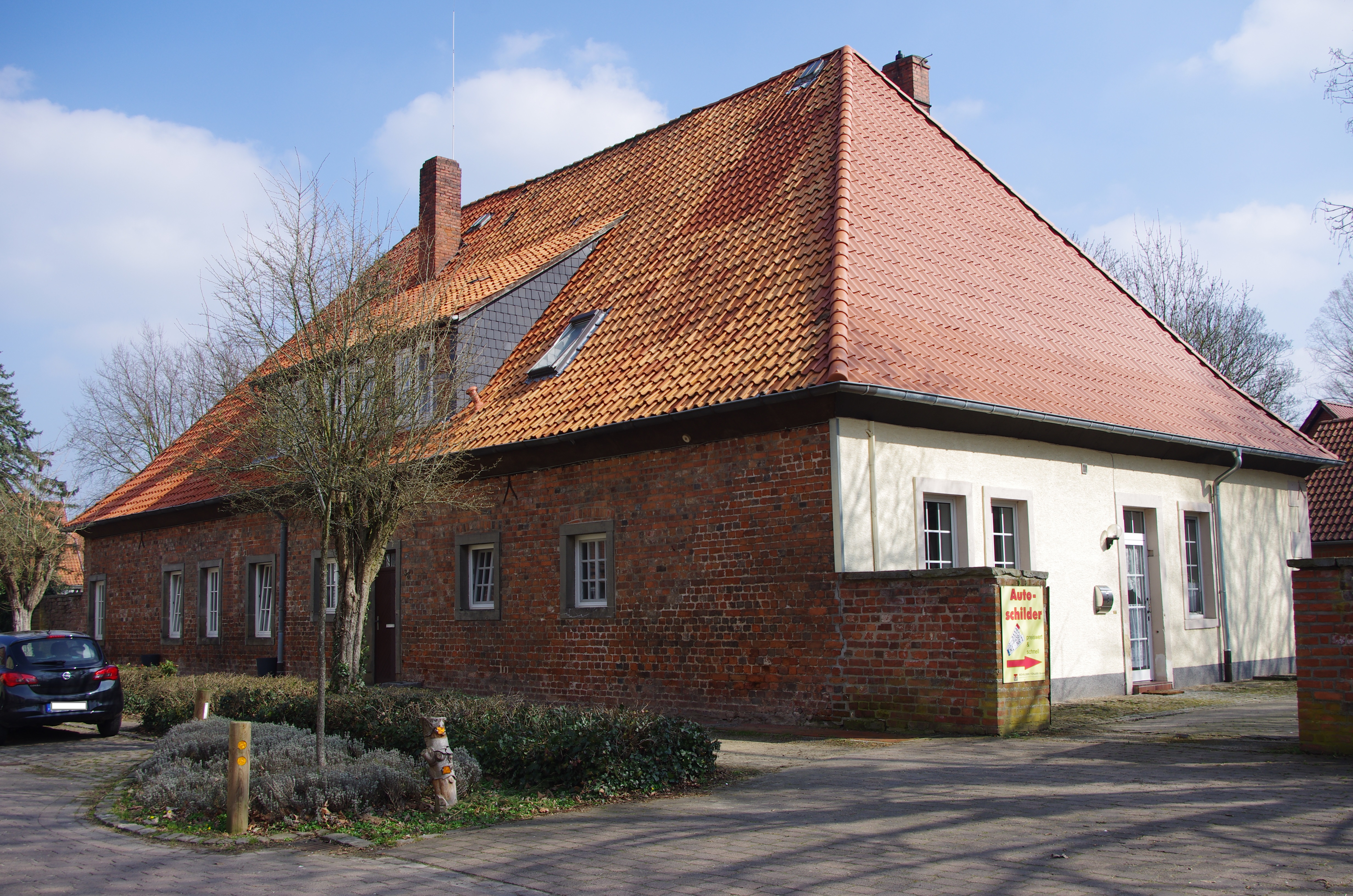
Nr. 38, ehem. Scheune
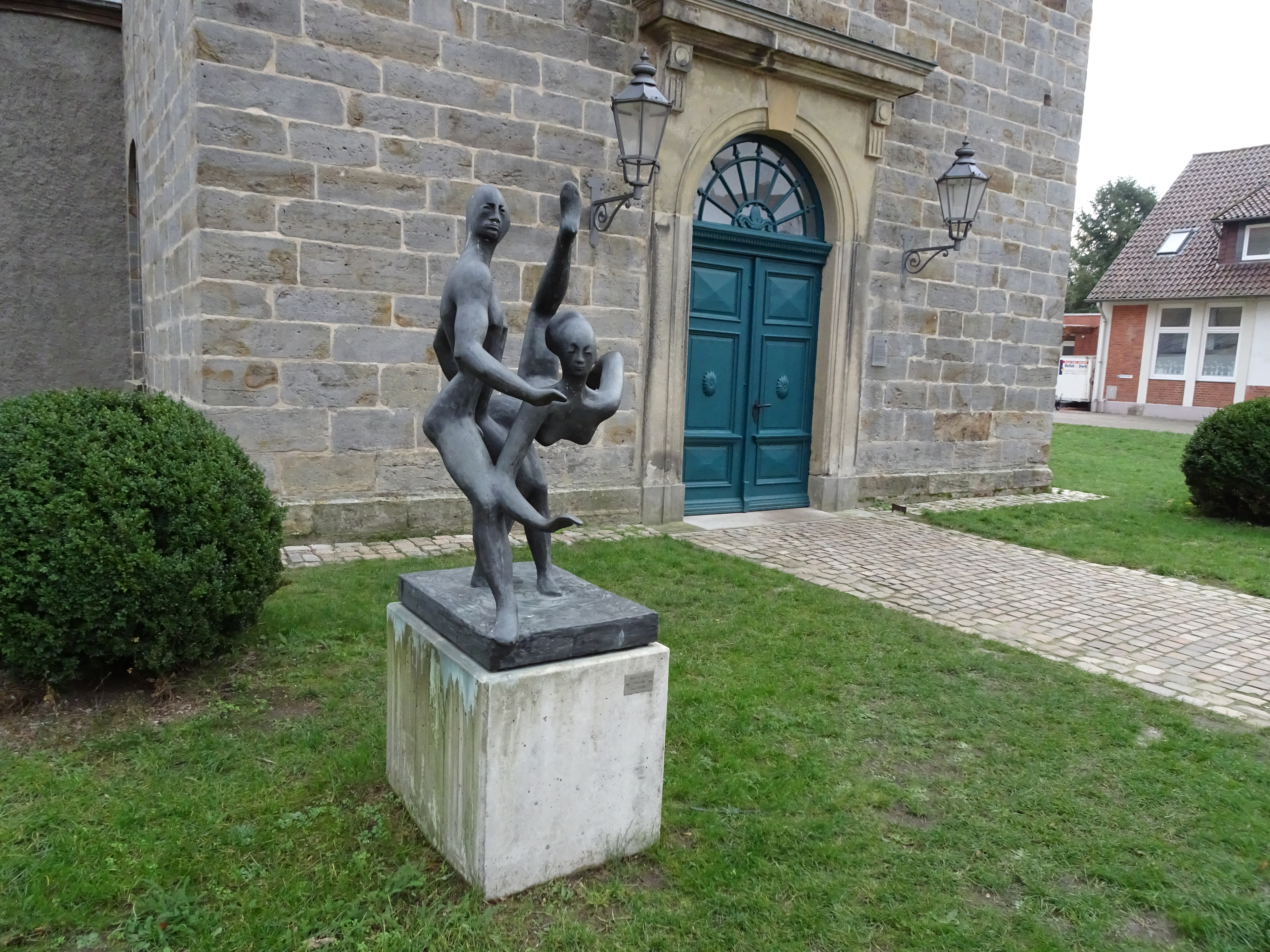
Bronzeskulptur Paartanz